# Audelange
Audelange település Franciaországban, Jura megyében. Lakosainak száma 258 fő (2022. január 1.). Audelange Amange, Châtenois, Éclans-Nenon, Lavangeot, Lavans-lès-Dole, Rochefort-sur-Nenon és Romange községekkel határos.

## Népesség
A település népességének változása:
| Lakosok száma | 187  | 165  | 170  | 221  | 284  | 276  | 270  | 272  | 267  | 258  |
|               | 1968 | 1982 | 1990 | 2006 | 2013 | 2015 | 2017 | 2019 | 2020 | 2022 |